# Aristida teretifolia
Aristida teretifolia är en gräsart som beskrevs av José Arechavaleta. Aristida teretifolia ingår i släktet Aristida och familjen gräs. Inga underarter finns listade i Catalogue of Life.